# Team Hoyt

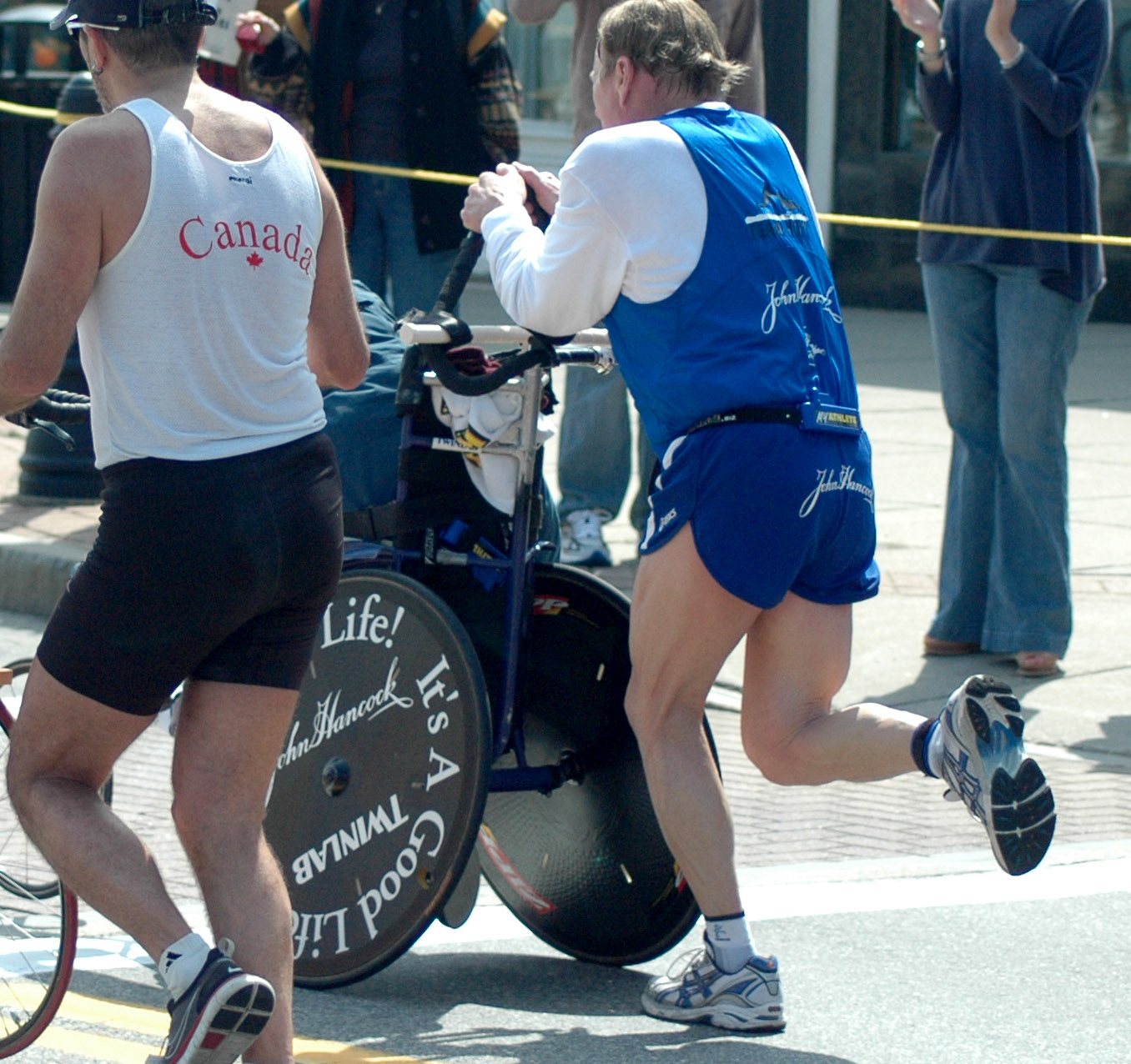
Il Team Hoyt alla maratona di Boston nel 2008

Il Team Hoyt era un team che gareggiava in varie discipline sportive, quali il triathlon e la maratona, ed era formato da Dick Hoyt (Winchester, 1º giugno 1940 – Holland, 17 marzo 2021) e suo figlio Rick Hoyt (Holland, 10 gennaio 1962 - 22 maggio 2023), abitanti ad Holland, nel Massachusetts.
Rick soffriva di paralisi cerebrale infantile e per questo, durante le competizioni, Dick lo trascinava adagiato in un canotto nelle gare di nuoto, lo trasportava su una bicicletta con una apposita seduta anteriore nelle sessioni di ciclismo e lo spingeva su una sedia a rotelle sportiva nelle gare di corsa. Il Team Hoyt è stato inserito nella Hall of fame dell'Ironman nel 2008.
Nel 2013 alla cerimonia degli ESPYS sono stati premiati da ESPN, dopo un tributo in standing ovation da parte di tutta la sala, con il premio Jim Valvano Award for Perseverance. Nel 2014 hanno partecipato alla loro ultima competizione sportiva. Dal 2015 al 2019, alla maratona di Boston Rick Hoyt è stato spinto da Bryan Lyons, un dentista di Billerica.

## Biografia degli atleti

### La nascita di Rick e la sua infanzia

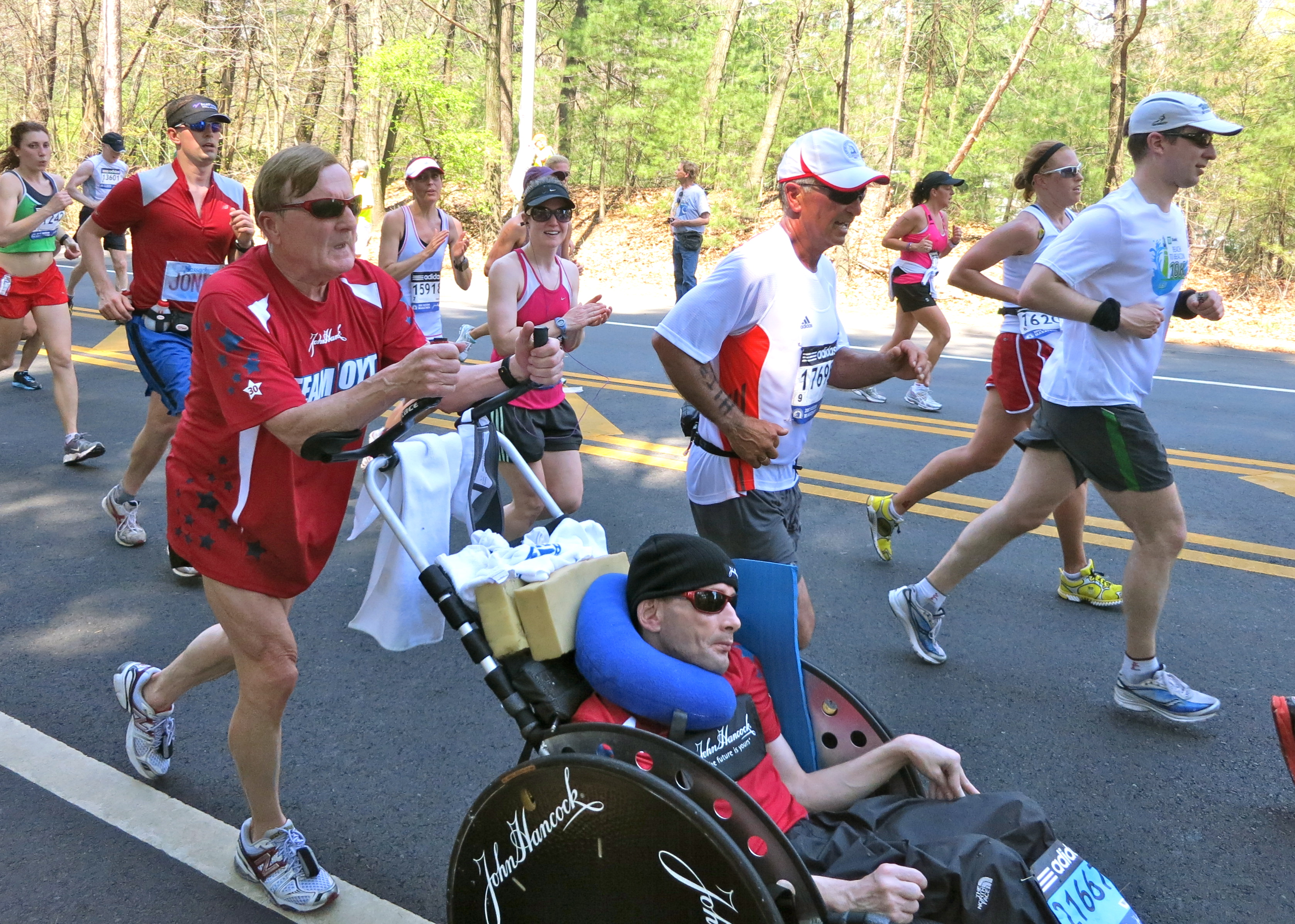
Team Hoyt a Wellesley, il 16 aprile 2012

Rick, al momento della nascita, è rimasto colpito da paralisi cerebrale infantile dopo che il suo cordone ombelicale gli si è avvolto al collo procurandogli un'asfissia cerebrale con conseguenti danni cerebrali. I medici comunicarono ai genitori che probabilmente il figlio avrebbe condotto una vita in stato vegetativo. Essi però, notando che Rick li seguiva con gli occhi per tutta la stanza, non persero la speranza e accompagnarono Rick ogni settimana al Children's Hospital di Boston dove incontrarono un medico che li incoraggiò a trattare Rick come un qualsiasi altro bambino. La madre di Rick, Judy, trascorse diverse ore al giorno per insegnare l'alfabeto al figlio attraverso un particolare metodo. In un breve lasso di tempo Rick imparò l'alfabeto.
Nel 1972, all'età di 11 anni, Rick venne dotato di un computer interattivo sviluppato dagli ingegneri della Tufts University e costato 5 000 dollari. Questo dispositivo permise di comunicare impartendo le istruzioni con i movimenti della testa. La prima frase che disse con questo dispositivo fu Go Bruins! (Forza Bruins!), riferita alla squadra di hockey su ghiaccio NHL di Boston. Ciò fece notare alla famiglia la sua forte passione sportiva ma, soprattutto, divenne palese che Rick era intelligente. Con questo dispositivo di comunicazione Rick è stato in grado di frequentare la scuola pubblica per la prima volta e, continuando gli studi, si laureò presso la Boston University nel 1993 con una laurea in special education. In seguito ha lavorato al Boston College in un laboratorio di ricerca dove si sviluppano sistemi per aiutare le persone disabili nella comunicazione e in altri compiti.

### La prima corsa e la nascita del team
A quel tempo Dick era ufficiale della Guardia nazionale degli Stati Uniti d'America. Un giorno padre e figlio parteciparono ad una corsa di beneficenza di 5 miglia per un compagno di classe di Rick che si era paralizzato giocando a lacrosse. Dopo la gara Rick disse al padre: "Papà quando corriamo insieme non mi sento più un disabile". Nel 1977 Dick, che non ha mai corso in vita sua, inizia ad allenarsi con sacchi di pietre sulle spalle e poco dopo si forma il Team Hoyt che ha gareggiato in tutto il mondo fino al 2014. Insieme hanno completato più di 1000 competizioni sportive tra cui maratone, triathlon (6 dei quali sono competizioni Ironman) e duathlon. Inoltre, nel 1992, attraversarono gli Stati Uniti d'America in 45 giorni, completando un totale 3735 miglia tra bicicletta e corsa.

### La maratona di Boston
La maratona di Boston ha da sempre rappresentato per Dick la migliore competizione e la più simbolica, tant'è che nel 2009 è stata proprio quest'ultima a segnare la millesima corsa del Team Hoyt. Il sogno Dick Hoyt era spingere Rick nella maratona di Boston all'età di 70 anni, coronato nel 2011.
L'8 aprile 2013 gli è stata dedicata una statua di bronzo posta nei pressi della partenza della maratona di Boston, a Hopkinton. Il team Hoyts non ha finito la maratona di Boston nel 2013 a causa dell'attentato. La coppia aveva ancora da percorrere circa un miglio quando due bombe sono esplose nei pressi del traguardo; tutti i corridori sono stati quindi fermati. Un passante con un SUV ha dato loro un passaggio per l'hotel Sheraton, dove la coppia si è temporaneamente separata.
Il 21 aprile 2014 il team Hoyt ha completato l'edizione del 2014 della maratona di Boston, nonostante avessero già annunciato che sarebbe stata l'ultima.

## Lista delle competizioni
| Distanza                      | Quantità |
| ----------------------------- | -------- |
| Triathlon                     | 240      |
| Ironman                       | 7        |
| Half Ironman                  | 7        |
| Duathlon                      | 22       |
| Maratona (Maratona di Boston) | 68 (27)  |
| 20 miglia                     | 8        |
| 18,6 miglia                   | 8        |
| Mezza maratona                | 92       |
| 20 km                         | 1        |
| 10 miglia                     | 37       |
| 15 km                         | 8        |
| Falmouth 7.1 miglia           | 32       |
| 11 km                         | 2        |
| 10 km                         | 214      |
| 5 miglia                      | 154      |
| 8 km                          | 4        |
| 7 km                          | 1        |
| 4 miglia                      | 18       |
| 5 km                          | 133      |

Totale eventi (al 23 aprile 2014): 1108